# The Beach Boys' Christmas Album
The Beach Boys' Christmas Album je sedmé studiové album americké poprockové skupiny The Beach Boys, které vyšlo v roce 1964 u vydavatelství Capitol Records. Vedle tradičních vánočních písní (např. White Christmas nebo I'll Be Home for Christmas) obsahuje také pět původních melodií leadera skupiny Briana Wilsona, na jejichž textech spolupracoval i zpěvák Mike Love. 

## Vznik alba
Christmas Album vznikalo v nejvytíženějším období kariéry skupiny v roce 1964, kdy vydali tři studiové desky a jednu koncertní. Inspirací pro natočení sezónního alba byl úspěch LP producenta Phila Spectora A Christmas Gift for You from Philles Records z předešlého roku. Natáčení probíhalo v červnu 1964 několik týdnů po dokončení LP All Summer Long. První polovina písní byla pořízena v rockandrollovém stylu skupiny a aranžovaná Brianem Wilsonem, pro druhou – více tradiční s orchestrálním doprovodem – najali Dicka Reynoldse, aranžéra skupiny The Four Freshmen. V hlavních vokálech se střídali Brian Wilson a Mike Love, přičemž Christmas Day byla první skladba The Beach Boys, kde se jako sólista představil kytarista Al Jardine. Tradicionál Auld Lang Syne zpívalo všech pět členů skupiny bez hudebního doprovodu ve stylu a cappella. 

## Vydání desky
Album bylo uvedeno na předvánoční trh 9. listopadu 1964. Velmi dobře si vedlo ve speciálním vánočním žebříčku časopisu Billboard, kde obsadilo #6. Naopak v základním žebříčku prodeje LP desek Billboard 200 dosáhlo pouze na #66, což bylo do té doby nejslabší umístění alba The Beach Boys. Přesto se opakovaně vracelo na sezónní trh a jeho prodej nakonec v roce 1982 dosáhl až na zlatou desku. Singl s mírně odlišnou verzí Wilsonovy písně Little Saint Nick vyšel již o Vánocích roku 1963 a dosáhl na #25 (na B straně byla na albu nezařazená skladba The Lord’s Prayer). V době vydání alba vyšla na singlu s menším ohlasem skladba The Man with All the Toys.

## Seznam skladeb
Autoři písní (není-li uvedeno jinak) jsou Brian Wilson a Mike Love.
| Strana 1 | Strana 1                  | Strana 1                     | Strana 1                | Strana 1 |
| Pořadí   | Název                     | Autor                        | Vedoucí vokály          | Délka    |
| -------- | ------------------------- | ---------------------------- | ----------------------- | -------- |
| 1.       | Little Saint Nick         |                              | Mike Love               | 2:00     |
| 2.       | The Man with All the Toys |                              | Brian Wilson, Mike Love | 1:31     |
| 3.       | Santa's Beard             |                              | Mike Love               | 1:59     |
| 4.       | Merry Christmas, Baby     |                              | Mike Love               | 2:19     |
| 5.       | Christmas Day             | Brian Wilson                 | Al Jardine              | 1:49     |
| 6.       | Frosty the Snowman        | Walter Rollins, Steve Nelson | Brian Wilson            | 1:54     |

| Strana 2 | Strana 2                      | Strana 2                              | Strana 2                              | Strana 2 |
| Pořadí   | Název                         | Autor                                 | Vedoucí vokály                        | Délka    |
| -------- | ----------------------------- | ------------------------------------- | ------------------------------------- | -------- |
| 1.       | We Three Kings of Orient Are  | John Henry Hopkins Jr.                | The Beach Boys                        | 4:03     |
| 2.       | Blue Christmas                | Billy Hayes, Jay W. Johnson           | Brian Wilson                          | 3:10     |
| 3.       | Santa Claus Is Comin' to Town | John Frederick Coots, Haven Gillespie | Brian Wilson, Mike Love               | 2:20     |
| 4.       | White Christmas               | Irving Berlin                         | Brian Wilson                          | 2:29     |
| 5.       | I'll Be Home for Christmas    | Kim Gannon, Walter Kent, Buck Ram     | Brian Wilson                          | 2:44     |
| 6.       | Auld Lang Syne                | tradicionál                           | The Beach Boys (hovoří Dennis Wilson) | 1:18     |

## Obsazení

### The Beach Boys
- Al Jardine – kytara, zpěv
- Mike Love – zpěv
- Brian Wilson – klavír, klávesy, baskytara, zpěv
- Carl Wilson – sólová kytara, klávesy, zpěv
- Dennis Wilson – bicí, zpěv

### Ostatní hudebníci
- Al Viola – kytara
- Cliff Hils – kontrabas
- Jimmy Rowles – klavír
- Gene DiNovi – klavír
- Jack Sperling – bicí
- Frank Capp – bicí
- Eddie Rosa, Gene Cipriano, William Green, Willie Schwartz, Robert Jung – flétny a/nebo saxofony
- Chuck Gentry – basklarinet a/nebo barytonsaxofon
- William Hinshaw, Arthur Maebe, Richard Perissi, Arthur Briegleb, David Duke – lesní rohy
- Henry Laubach, Ollie Mitchell, Al Porcino, Virgil Evans, John Audino, Conrad Gozzo, Raymond Triscari – trubky
- Harry Betts, Francis Howard, George Roberts, Urbie Green, Lew McCreary, Dick Nash – pozouny
- Red Callender – tuba
- James Getzoff, Robert Barene, Arnold Belnick, Bernard Kundell, Paul Shure, Harry Bluestone, Henry Roth, Alfred Lustgarten, William Kurasch, Lou Raderman, Marshall Sosson, Darrel Terwilliger – housle
- Edgar Lustgarten, Jesse Ehrlich, Ray Kelley, Karl Rossner, Frederick Seykora, Nathan Gershman, Alfred Wohl, Margaret Aue, Armand Kaproff, Joseph Saxon – violoncella
- Dorothy Remsen – harfa